# Municipio de Colfax (Indiana)
El municipio de Colfax (en inglés: Colfax Township) es un municipio ubicado en el condado de Newton en el estado estadounidense de Indiana. En el año 2010 tenía una población de 199 habitantes y una densidad poblacional de 2,1 personas por km².

## Geografía
El municipio de Colfax se encuentra ubicado en las coordenadas 41°2′33″N 87°20′2″O / 41.04250, -87.33389. Según la Oficina del Censo de los Estados Unidos, el municipio tiene una superficie total de 94.63 km², de la cual 94,62 km² corresponden a tierra firme y (0 %) 0 km² es agua.

## Demografía
Según el censo de 2010, había 199 personas residiendo en el municipio de Colfax. La densidad de población era de 2,1 hab./km². De los 199 habitantes, el municipio de Colfax estaba compuesto por el 82,41 % blancos, el 0,5 % eran afroamericanos, el 4,02 % eran amerindios, el 10,05 % eran de otras razas y el 3,02 % eran de una mezcla de razas. Del total de la población el 35,18 % eran hispanos o latinos de cualquier raza.